# Escriptura protosinaítica
L'escriptura protosinaítica es considera el primer alfabet consonàntic documentat, estenent el seu ús des del segle XVIII aC fins al segle xvi aC. Els seus primers testimonis van ser trobats per William Matthew Flinders Petrie a l'hivern de 1904-1905, al Serabit al-Khadim a la Península del Sinaí. L'escriptura encara no ha estat desxifrada, només s'ha establert que l'alfabet té fins a 30 caràcters, visualment similars als jeroglífics egipcis. L'escriptura protosinaítica s'utilitza per gravar l'idioma, similar al fenici.
Se sol considerar que de l'escriptura protosinaítica deriva l'alfabet fenici i, per tant, la resta d'alfabets.

## Possibles correspondències entre els alfabets protosinaític i el fenici
| Egipci | Protosinaític | Valor | Nom                          | Fenici | Descendents       |
| ------ | ------------- | ----- | ---------------------------- | ------ | ----------------- |
| 𓃾      |               | ʼ     | ʾalp «bou»                   | 𐤀      | א Α A ا           |
| 𓉐      |               | b     | bēt «casa»                   | 𐤁      | ב Β B ب           |
| 𓌙      |               | g     | gaml «bumerang»              | 𐤂      | ג Γ C-G ج         |
| 𓉿      |               | d     | digg o dalt «peix» o «porta» | 𐤃      | ד Δ D ذ-د         |
| 𓀠      |               | h     | he «goig»                    | 𐤄      | ה Ε E Є ه         |
| 𓌉      |               | w     | wau «ganxo»                  | 𐤅      | ו Ϝ-Υ F-U-V-W-Y و |
| 𓌻      |               | z     | zen «espasa»                 | 𐤆      | ז Ζ Z ز З         |
| 𓉗      |               | ḥ     | ḥet «mur»                    | 𐤇      | ח Η H خ-ح         |
| 𓎛      | 𓎛             | ḫ     | «bri» o corda                |        |                   |
| 𓄤 𓊖    | 𓄤             | ṭ     | ṭet «roda»                   | 𐤈      | ט Θ ظ-ط Ѳ         |
| 𓂣      |               | y     | iod «braç»                   | 𐤉      | י Ι I-J ي         |
| 𓂧      |               | k     | kap «mà»                     | 𐤊      | כ Κ K ك           |
| 𓋿      |               | l     | lamd «agulla»                | 𐤋      | ל Λ L ل           |
| 𓈖      |               | m     | mem «aigua»                  | 𐤌      | מ Μ M م           |
| 𓆓      |               | n     | nun «serp»                   | 𐤍      | נ Ν N ن           |
| 𓊽      |               | s     | semk «peix»                  | 𐤎      | ס Ξ X Ѯ           |
| 𓁹      |               | ʻ     | ʕayn «ull»                   | 𐤏      | ע Ο O غ-ع         |
| 𓂋      |               | p     | pe «corba»                   | 𐤐      | פ Π P ف           |
| 𓇑      |               | ṣ     | ṣade «planta»                | 𐤑      | צ ϻ ص-ض ц         |
| 𓎗      |               | q     | qop «mico»                   | 𐤒      | ק Ϙ Q ق Ҁ         |
| 𓁶      |               | r     | roš «cap»                    | 𐤓      | ר Ρ R ر           |
| 𓄑      |               | š/ś   | xin «dent»                   | 𐤔      | ש Σ S ش-س Ш       |
| 𓏴      |               | t     | taw «firma»                  | 𐤕      | ת Τ T ث-ت         |